# Castell de la Ràpita (Noguera)
El Castell de la Ràpita és una edificació del poble de la Ràpita (Noguera), catalogada com a bé cultural d'interès nacional.

## Història
El topònim indica l'origen islàmic i el tipus d'assentament que s'hi va desenvolupar: una «ràbita», fortalesa militar amb funció de guaita que va evolucionar a un lloc de retir, una mena de monestir musulmà on es desenvolupava una vida austera dedicada a l'oració. La primera notícia escrita és de l'any 1090, al moment de la seva conquesta per part del comte d'Urgell Ermengol IV i la seva esposa Adelaida els quals atorgaren dues almúnies a la Ràpita assenyalant-ne les afrontacions. L'any següent els comtes cediren al monestir de Santa Maria de Ripoll Rapitan que est ante Balaguer. L'any 1105, mentre assetjaven Balaguer, el comte regent Pedro Ansúrez i Guerau Ponç II de Cabrera signaren un conveni amb Ramon Berenguer III de Barcelona i, a canvi d'ajut, l'hi donaven la meitat del castell de la Suda de Balaguer i ipsum castellum de Nummur vel de Rabita... que es creu que s'ha d'identificar amb el castell de la Ràpita.
El 1375, Berenguer d'Erill, bisbe d'Urgell, donà la col·lació de la Ràpita a Arnau Seguí. El 1381 i el 1414, respectivament, el lloc era de la madona d'en Cervera i de Joan de Cervera. Segons el fogatjament de 1381, el castell pertanyia a la família Cervera. El 1414, Jaume II d'Urgell, darrer comte d'Urgell, hi establí el seu centre d'activitats. Més tard, el rei Ferran d'Antequera cedí el lloc als Vega, nissaga que entroncaria posteriorment amb els Copons, Oluja, Sentmenat i Casanova. El 1532, Llúcia i Jerònima d'Àger, filles de Tristany d'Àger, senyor de la Ràpita, vengueren el castell a la ciutat de Balaguer per 50.000 sous barcelonesos. Sembla que durant la Guerra de Successió fou destruït i convertit en masia.

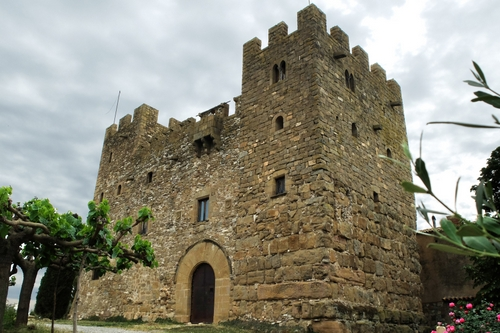
L'aparell de grans carreus del basament pertany segurament a una torre andalusina

Entre 1963 i 1965, Baltasar de Casanovas i de Ferrer (1918-2006) i la seva esposa María Dolores Barón y Osorio de Moscoso (1917-2002), duquesa de Maqueda, van restaurar el castell i la seva capella, antiga parròquia de Santa Margarida. Actualment, està habitat pel seu fill Lluís Maria Gonzaga de Casanovas-Cárdenas i Barón, casat amb Mònica d'Habsburgo-Lorena, arxiduquesa d'Àustria, i els quatre fills del matrimoni.

## Arquitectura
El castell es troba en un turó que s'eleva al nord-est de la cruïlla de la carretera C-13 amb la C-148a (de Balaguer a Tàrrega), a uns 2,2 km del marge esquerre del Segre al seu pas per Balaguer. L'edifici actual (fruit de la restauració dels anys 1960) consisteix en un palau senyorial de tres cossos, de planta rectangular orientat de nord a sud, organitzat a partir d'una torre de planta rectangular d'origen islàmic al nord, amb un cos central de planta quadrada i una altra torre de planta rectangular al sud.
A la façana principal, que afronta a llevant, s'observa la successió d'aquests tres cossos. El cos central està fet amb aparell de pedra calcària irregular lligada amb morter de calç. És més ample però més baix que les dues torres que el flanquegen i té la portalada d'accés a la banda dreta. La porta és d'arc de mig punt adovellat i és l'única obertura de la planta baixa. A la planta noble s'hi obren dos finestrals rectangulars emmarcats amb carreus regulars i a la segona planta s'obre un petit finestral d'arc conopial que té, a banda i banda, dues espitlleres adaptades a armes de foc. A l'altura de la part superior d'aquesta segona planta, dues gàrgoles sense decoració desguassen les aigües de pluja de la teulada a doble vessant que cobreix aquest cos central. La part superior de la façana està coronada amb merlets i a la banda dreta, entre dos murons, s'obre un matacà. La torre nord conserva onze filades del parament original islàmic, probablement del segle ix, a la cara nord, i set a la façana est, fet amb grans carreus de pedra sorrenca col·locats en sec (les juntes de guix actuals pertanyen a la restauració dels anys 1960). És probable que, en origen, aquests carreus pertanyessin a l'època romana i haguessin estat reaprofitats després pels sarraïns. La resta de la torre, ja d'època feudal, se sobreposa a aquesta base andalusina amb un aparell regular de carreus ben escairats de pedra sorrenca i de mida més petita que els de la base. Assoleix un pis més d'alçada que el cos central. Té una finestra rectangular a l'altura de la planta noble, una finestra d'arc de mig punt a la segona planta i una finestra geminada ogival a la tercera. La torre està rematada amb merlets. L'ala sud assoleix la mateixa alçada que la torre nord, coronada amb merlets anàlegs als d'aquella i constituïda amb aparell irregular que combina carreuons de pedra sorrenca amb altres de calcària. A la façana principal presenta una finestra rectangular i enreixada a la planta baixa. A la planta noble un finestral rectangular emmarcat en pedra, a la segona planta dos finestrons d'arc rodó i a la tercera tres espitlleres i dos finestrons superiors emmarcats en pedra, de punt rodó el de l'esquerra i semblant a una espitllera el de la dreta.
La façana meridional d'aquesta ala o torre sud presenta una disposició que busca la simetria i la homogeneïtat amb un aparell irregular majoritàriament de pedra sorrenca i una ubicació centrada de les obertures fins a la segona planta. S'obren dos finestres rectangulars enreixades superposades a la banda baixa, que corresponen a la planta baixa i a una planta de soterrani. A la planta noble i sobre les dues finestres anteriors, s'obre un finestral geminat d'arcs lobulats amb una columna de marbre decorada. Ja a la segona planta s'obren quatre finestres iguals i equidistants d'arc de punt rodó i, a la tercera, quatre espitlleres de marc de pedra sobre les quatre finestres de la planta inferior i tres finestrons de punt rodó entremig. Dues gàrgoles sense decorar expulsen l'aigua de la teulada a doble vessant a través de la part superior d'aquesta façana, la qual es corona amb un parapet emmerletat. En els 5 murons centrals hi ha sengles espitlleres.
La façana de ponent també és interessant si bé és la part de l'edifici on es més evident la restauració contemporània. A l'ala sud, la disposició de les obertures és anàloga a la descrita per la façana meridional. Al cos central, la façana té un contrafort fins l'alçada de la planta noble, la qual està presidida per un gran finestral rectangular emmarcat per motllures de pedra ornamentades amb un fris decorat a banda i banda i una cornisa de quatre nivells decreixents a sobre de la qual hi ha un escut senyorial. La façana del cos central està rematada amb un ràfec de set nivells decreixents de teula i maó alternats, i fa una inflexió al terç septentrional per anar a adossar-se a la torre original de l'ala nord, no tan llarga com el cos central. En aquest punt, un edifici afegit modernament impedeix veure la base de grans carreus de la torre islàmica.
A uns 80 m al sud-est del castell s'alça la capella de Santa Margarida, antiga parròquia, bastida el segle xiii en estil romànic i reformada al segle xviii. Es tracta d'un petit temple, d'una sola nau, amb teulada a doble vessant i un campanar d'espadanya sobre la façana principal. En aquesta façana, constituïda amb aparell regular de carreus ben escairats de pedra sorrenca, se situa la portalada d'accés, d'arc de mig punt adovellat emmarcat per un guardapols emmotllurat. A sobre de la porta se situa un petit ull de bou. La part superior d'aquesta façana degué ser modificada en la reforma del segle xviii, amb un coronament de línies corbes d'inspiració barroca que finalitza amb l'espadanya, refeta amb maó el segle xx. Les façanes laterals són d'aparell irregular de pedra sorrenca lligada amb morter de calç. La façana sud conserva dos petits contraforts i l'evidència que els murs es van fer créixer en la reforma del segle xviii. La teulada desguassa sobre aquestes façanes, amb un ràfec de tres nivells decreixents de teula i maó. La capçalera degué ser profundament modificada el segle xviii, ja que acaba recta i amb una tribuna o terrassa a la part exterior. L'interior és producte de la reforma moderna, amb una volta de llunetes i una petxina ornamental a la conca absidal.